# ملیسا لیو
ملیسا چسینتون لئو (به انگلیسی: Melissa Chessington Leo) (زاده ۱۴ سپتامبر ۱۹۶۰) هنرپیشه آمریکایی است.
او کارش را در دهه ۸۰ میلادی با بازی در برنامه‌های تلویزیونی آغاز نمود. پس از آن او در فیلم‌های مختلفی همچون ۲۱ گرم و قتل عادلانه نقش‌آفرینی کرد.

## جوایز
لئو برای بازی در فیلم مشت‌زن جایزه گلدن گلوب بهترین بازیگر نقش مکمل زن (۲۰۱۰) و جایزه اسکار بهترین بازیگر نقش مکمل زن را دریافت کرد.

## فیلم‌شناسی
فهرست برخی از فیلم‌هایی که ملیسا لیو در آن‌ها به ایفای نقش پرداخته است:
- ویوارد پینز-۲۰۱۵ (مجموعه تلویزیونی)
- خیابان واکین-۱۹۸۵
- داستان‌های زمان مرگ-۱۹۸۶
- زمان سرنوشت-۱۹۸۸
- لقاح معصوم-۱۹۹۲
- ونیز/ونیز-۱۹۹۲
- تصنیف جو کوچولو-۱۹۹۳
- تابستان گذشته در همپتونز-۱۹۹۵
- زن ۲۴ ساعته-۱۹۹۹
- ۲۱ گرم-۲۰۰۳
- از جهان‌های دیگر-۲۰۰۴
- قایم‌موشک-۲۰۰۵
- فرار-۲۰۰۵
- سه خاک‌سپاری ملکیادس استرادا-۲۰۰۵
- تفنگ آمریکایی-۲۰۰۵
- اعتراف‌کن-۲۰۰۵
- استیفان دالی-۲۰۰۶
- رویاهای هالیوود-۲۰۰۶
- خانه در حال سوختن است-۲۰۰۶
- ایرلندی نگون‌بخت-۲۰۰۷
- کیک خواران-۲۰۰۷
- آقای وودکاک-۲۰۰۷
- رودخانه یخ‌زده-۲۰۰۸
- قاتل حروف الفبا-۲۰۰۸
- دروغ نگو توپ-۲۰۰۸
- قتل عادلانه-۲۰۰۸
- با توجه به گرتا-۲۰۰۹
- نوجوانان واقعی-۲۰۰۹
- ورونیکا تصمیم می‌گیرد بمیرد-۲۰۰۹
- لیمو لیمای عزیز-۲۰۰۹
- دان مک‌کی-۲۰۰۹
- حال همه خوب است-۲۰۰۹
- سرزمین خشک-۲۰۱۰
- به خانواده رایلی خوش آمدید-۲۰۱۰
- محکومیت-۲۰۱۰
- وضعیت قرمز-۲۰۱۱
- پرواز-۲۰۱۲
- چرا اکنون توقف کنیم؟-۲۰۱۲
- المپیوس سقوط کرده‌است-۲۰۱۳
- پر شده-۲۰۱۳
- فراموشی-۲۰۱۳
- سرخدمتکار-۲۰۱۳
- زندانیان-۲۰۱۳
- چارلی کانتریمن-۲۰۱۳
- از آن پس-۲۰۱۴
- عصبانی‌ترین مرد در بروکلین-۲۰۱۴
- اکولایزر-۲۰۱۴
- رکود بزرگ-۲۰۱۵
- لندن سقوط کرده است-۲۰۱۶
- کشور سوخته-۲۰۱۶
- اسنودن-۲۰۱۶
- شاگردی-۲۰۱۷
- منفورترین زن آمریکا-۲۰۱۷
- اشرام-۲۰۱۸
- دوست نداشتنی-۲۰۱۸
- حکم مرخصی-۲۰۱۸
- قسمتی از شیشه-۲۰۱۸
- اکولایزر ۲-۲۰۱۸
- دلالان بدن-۲۰۲۱
- نیروی تندر-۲۰۲۱
- آیدا رد-۲۰۲۱
- اندازه انتقام-۲۰۲۲
- تنها با هم-۲۰۲۲
- جین-۲۰۲۲
- تیم پاکسازی-۲۰۲۴
- قهرمانان از دست رفته-۲۰۲۴